# 魏家庄镇
魏家庄镇是中国河北省邢台市隆尧县下辖的一个镇。

## 行政区划
魏家庄镇下辖魏家庄村、南牛村、北牛村、牛张村、多庄村、东庄头村、西庄头村、公子前村、公子中村、公子后村、郭贾村、李贾村、孟贾村、王贯庄村、王尹村、张汪村、角城村、赵孟村、南丈村、西未村、东未村、肖庄西村、肖庄后村、肖庄东村、肖庄前村。